# Pink Velvet Theatre
Pink Velvet Theatre è il quinto album in studio di Benjamin Ingrosso, pubblicato il 25 ottobre 2024.

## Tracce
1. ...and so it begins – 0:56
2. Kite – 2:45
3. 1 in 1.000.000 – 0:27
4. Angela – 4:12
5. Honey Boy (feat. Purple Disco Machine, Nile Rodgers & Shenseea) – 3:47
6. Look Who's Laughing Now – 2:52
7. PVT? – 1:28
8. Better Days – 3:38
9. All My Life - and then... – 4:35
10. IKNOW IKNOW – 3:53
11. All the Stars - Interlude – 0:24
12. Back to You – 3:23
13. Worst In Me – 4:01
14. so this is love? – 2:14

## Classifiche
| Classifica (2024) | Posizione massima |
| ----------------- | ----------------- |
| Norvegia          | 21                |
| Svezia            | 1                 |